# Die kleine Lok Ivor

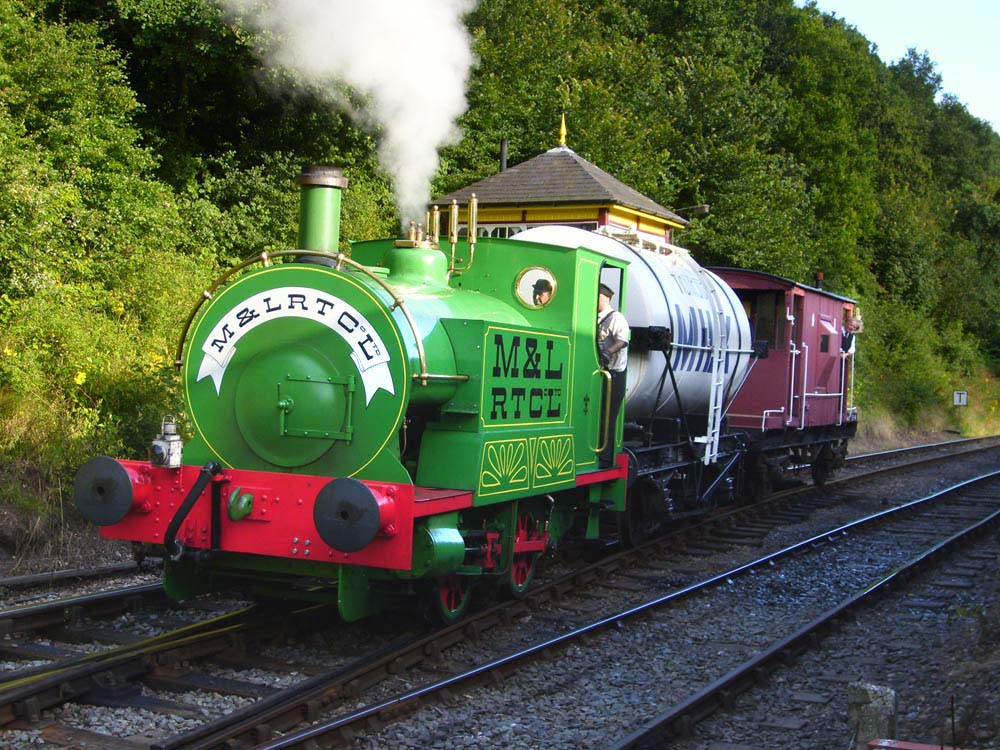
Die kleine Lok Ivor bei der Battlefield Line Railway

Die kleine Lok Ivor (englischer Originaltitel Ivor the Engine) ist der erste Band aus der Ivor-Bilderbuch-Reihe des britischen Kinderbuchautors Oliver Postgate, der im Jahr 1962 mit Illustrationen von Peter Firmin beim Verlag Abelard-Schuman veröffentlicht wurde. Die deutsche Erstausgabe erschien 1964 beim Engelbert-Verlag.

## Inhalt
Ivor ist eine kleine grüne Lok, die für die Eisenbahngesellschaft Merioneth and Llantisilly Rail Traction Company Ltd. „in der linken oberen Ecke von Wales“ zusammen mit ihrem Lokführer Hans Dampf hauptsächlich Kohlewaggons transportiert. Als Hans Dampf eines Tages in dem Ort Grumbly ein Paket abliefert, hört Ivor die Probe des lokalen Gesangsvereins. Er ist regelrecht verzaubert von dem Gesang und ist traurig, nicht mitsingen zu können. Seine Niedergeschlagenheit veranlasst Hans Dampf am nächsten Tag, Ivor in der Eisenbahnwerkstatt durchchecken zu lassen. Als man dort keine Probleme mit der Lokomotive feststellen kann, rät der leitende Ingenieur Hans Dampf, herauszufinden, welches Ereignis Ivor aus der Bahn geworfen haben könnte. Als Ivor und sein Lokführer am nächsten Tag wieder in Grumbly sind, bemerkt Hans Dampf, dass Ivor eine Träne weint, als dort wieder der Gesangsverein probt. Hans Dampf stellt Ivor daraufhin einfache Ja-Nein-Fragen, die Ivor mit einem einfachen Pfiff für Ja oder einem doppelten Pfeifen für Nein beantwortet. So erfährt der Lokführer von Ivors Wunsch, im Chor mitsingen zu dürfen. Daraufhin hört sich der Chorleiter Ivors Gesangskünste an. Doch da dieser lediglich einen Pfiff und noch dazu in einer ungünstigen Tonhöhe zustande bringt, lehnt der Chorleiter Ivors Gesangswunsch leider ab. Doch Hans Dampf hat eine Idee: Von einem Schausteller für einen Vergnügungspark bekommen sie eine alte, nicht mehr benötigte Dampforgel. Ein Installateur ersetzt daraufhin Ivors Signalpfeife durch drei Orgelpfeifen. Der Chorleiter ist von diesen neuen Tönen sehr angetan und willigt ein, Ivor im Chor mitsingen zu lassen. Als es zum ersten gemeinsamen Auftritt kommt, hat Ivor Lampenfieber. Doch er wird von einer großen Zuschauermenge begeistert und freundlich begrüßt und darüber vergisst er völlig darauf, nervös zu sein. Ivors Orgelpfeifen und der Chor bilden einen wunderbaren Gesang, dem das Publikum verzückt lauscht.

## Entstehung
Vor dem Bilderbuch erschien Ivor the Engine bereits 1959 im britischen Fernsehen in Form von zehnminütigen Kurzfilmen (damals noch in Schwarz-Weiß) vor den Nachrichten. Autor und Erzähler der Serie war Oliver Postgate, der auch einfache Soundeffekte beisteuerte, und Peter Firmin war für die Animationen zuständig. Die Idee zu Ivors Wunsch, in einem Chor mitzusingen, kam Postgate in der Badewanne.

## Rezeption
Wendy Osgerby schreibt in ihrer Buchrezension: „Oliver Postgate wurde stark vom walisischen Dichter Dylan Thomas beeinflusst. Es macht großes Vergnügen, seinen skurrilen Text zu lesen oder zu hören. Peter Firmins Illustrationen sind von zeitlos schöner Schlichtheit.“

## Referenzen
Die kleine Lok Ivor wird in dem literarischen Nachschlagewerk 1001 Kinder- und Jugendbücher – Lies uns, bevor Du erwachsen bist! für die Altersstufe 3+ Jahre empfohlen.

## Ausgaben
- Ivor the Engine. Abelard-Schumann, UK 1962 (englisch).
- Die kleine Lok Ivor. Engelbert-Verlag, 1964.

## Adaptionen
Die Geschichten rund um die kleine Lok Ivor wurde von 1959 bis 1964 als animierte TV-Serie mit 26 Schwarz-Weiß-Folgen verfilmt. 1976 wurden 24 neue Folgen in Farbe produziert.